# Campeonato Brasileiro de Futebol Feminino - Série A3
A Série A3 do Campeonato Brasileiro Feminino é uma competição de futebol feminino equivalente à terceira divisão do campeonato nacional e organizada pela Confederação Brasileira de Futebol (CBF). Foi criada com o objetivo de fortalecer o calendário nacional da modalidade e aumentar o mercado de trabalho para as jogadoras.
Em sua primeira edição, foi disputada em cinco fases eliminatórias por 32 equipes, definidas de acordo com os posicionamentos nos campeonatos estaduais da temporada anterior. Dessa forma, a competição conta com representantes de todas as unidades federativas do país.
O AD Taubaté conquistou o título da primeira edição ao vencer a decisão contra o 3B da Amazônia.

## História
Em 18 de maio de 2021, a CBF confirmou para o calendário de 2022 a criação da Série A3, equivalente à terceira divisão do campeonato nacional. Para viabilizar a nova competição, o número de participantes da Série A2 foi reduzido de de 36 para 16. Este foi mais um movimento para fortalecer o calendário da modalidade e, consequentemente, propiciar o ingresso de novas equipes no certame nacional e o aumento do mercado de trabalho para as jogadoras. Além disso, a análise da entidade é que a primeira fase da Série A2 estava desnivelada, com equipes em "zona de conforto". Sobre a competição, a Coordenadora de Competições Femininas da CBF, Aline Pellegrino, destacou:
Vivemos um momento de muita maturidade das competições adultas femininas, com o aumento da competitividade entre os clubes e uma visibilidade cada dia maior. Permitindo que novas equipes ingressem no circuito nacional de competições, a divisão A-3 ajudará muito no aumento do mercado de trabalho para as atletas, além de incentivar o fortalecimento das categorias de base dos clubes, que ganham um calendário maior e mais estruturado.— Aline Pellegrino, Coordenadora de Competições Femininas da CBF.
O primeiro campeão foi o AD Taubaté, que superou o 3B da Amazônia.

## Formato
O formato da competição é composto por cinco fases eliminatórias, disputadas por 32 equipes. De acordo com o regulamento preestabelecido, o resultado agregado das duas partidas definiram quem avançou à fase seguinte. Dessa forma, os participantes foram a cada fase reduzidos à metade até a final. Por sua vez, o sistema de distribuição de vagas se manteve semelhante ao que havia sendo aplicado na Série A2: os participantes são selecionados através dos posicionamentos nos campeonatos estaduais da temporada anterior, possibilitando a participação de representantes das cinco regiões do país.

## Campeões

### Títulos por clube
| Pos | Clube          | Títulos | Vices | Semifinais |
| --- | -------------- | ------- | ----- | ---------- |
| 1.º | AD Taubaté     | 1       | —     | —          |
| 1.º | Mixto          | 1       | —     | —          |
| 1.º | Vasco da Gama  | 1       | —     | —          |
| 4.º | 3B da Amazônia | —       | 1     | —          |
| 4.º | Paysandu       | —       | 1     | —          |
| 4.º | Remo           | —       | 1     | —          |
| 7.º | Ação           | —       | —     | 1          |
| 7.º | Doce Mel       | —       | —     | 1          |
| 7.º | Itabirito      | —       | —     | 1          |
| 7.º | Juventude      | —       | —     | 1          |
| 7.º | Sport          | —       | —     | 1          |
| 7.º | VF4            | —       | —     | 1          |
| 7.º | Vila Nova      | —       | —     | 1          |
| 7.º | Vitória        | —       | —     | 1          |

### Títulos por federação
| Pos | Federação         | Títulos | Vices | Semifinais |
| --- | ----------------- | ------- | ----- | ---------- |
| 1.º | Mato Grosso       | 1       | —     | 1          |
| 2.º | Rio de Janeiro    | 1       | —     | —          |
| 2.º | São Paulo         | 1       | —     | —          |
| 4.º | Pará              | —       | 2     | —          |
| 5.º | Amazonas          | —       | 1     | —          |
| 6.º | Bahia             | —       | —     | 2          |
| 7.º | Goiás             | —       | —     | 1          |
| 7.º | Minas Gerais      | —       | —     | 1          |
| 7.º | Paraíba           | —       | —     | 1          |
| 7.º | Pernambuco        | —       | —     | 1          |
| 7.º | Rio Grande do Sul | —       | —     | 1          |

### Títulos por região
| Pos | Região       | Títulos | Vices | Semifinais |
| --- | ------------ | ------- | ----- | ---------- |
| 1.º | Sudeste      | 2       | —     | 1          |
| 2.º | Centro-Oeste | 1       | —     | 2          |
| 3.º | Norte        | —       | 3     | —          |
| 4.º | Nordeste     | —       | —     | 4          |
| 5.º | Sul          | —       | —     | 1          |